# Episodi di Lux Video Theatre (terza stagione)
La terza stagione della serie televisiva Lux Video Theatre è andata in onda negli Stati Uniti dal 1º settembre 1952 al 27 agosto 1953 sulla CBS.
| nº | Titolo originale                | Prima TV USA      |
| -- | ------------------------------- | ----------------- |
| 1  | The Return of Ulysses           | 1º settembre 1952 |
| 2  | Ile                             | 8 settembre 1952  |
| 3  | Stone's Throw                   | 15 settembre 1952 |
| 4  | Happily, But Not Forever        | 22 settembre 1952 |
| 5  | A Message for Janice            | 29 settembre 1952 |
| 6  | A Legacy for Love               | 6 ottobre 1952    |
| 7  | Country Lawyer                  | 20 ottobre 1952   |
| 8  | Three Hours Between             | 27 ottobre 1952   |
| 9  | The Face of Autumn              | 3 novembre 1952   |
| 10 | Something to Celebrate          | 10 novembre 1952  |
| 11 | The Man Who Struck It Rich      | 17 novembre 1952  |
| 12 | The Hill                        | 24 novembre 1952  |
| 13 | Amo, Amas, Amat                 | 1º dicembre 1952  |
| 14 | Fear                            | 8 dicembre 1952   |
| 15 | Song for a Banjo                | 15 dicembre 1952  |
| 16 | A Child is Born                 | 22 dicembre 1952  |
| 17 | The Key                         | 29 dicembre 1952  |
| 18 | Two for Tea                     | 5 gennaio 1953    |
| 19 | Thanks for a Lovely Evening     | 12 gennaio 1953   |
| 20 | Ti Babette                      | 19 gennaio 1953   |
| 21 | The Inn of Eagles               | 26 gennaio 1953   |
| 22 | The White Gown                  | 2 febbraio 1953   |
| 23 | A Bouquet for Caroline          | 9 febbraio 1953   |
| 24 | Miss Marlow at Play             | 16 febbraio 1953  |
| 25 | Autumn Nocturne                 | 23 febbraio 1953  |
| 26 | A Time for Heroes               | 2 marzo 1953      |
| 27 | One of These Things             | 9 marzo 1953      |
| 28 | The Wednesday Wish              | 16 marzo 1953     |
| 29 | One for the Road                | 23 marzo 1953     |
| 30 | The Brooch                      | 2 aprile 1953     |
| 31 | With Glory and Honor            | 9 aprile 1953     |
| 32 | Measure for Greatness           | 16 aprile 1953    |
| 33 | Long Distance                   | 23 aprile 1953    |
| 34 | The Ascent of Alfred Fishkettle | 30 aprile 1953    |
| 35 | Listen, He's Proposing          | 7 maggio 1953     |
| 36 | The Betrayers                   | 14 maggio 1953    |
| 37 | Tunnel Job                      | 21 maggio 1953    |
| 38 | Lost Sunday                     | 28 maggio 1953    |
| 39 | Ten Days to Forever             | 4 giugno 1953     |
| 40 | Make Believe Bride              | 11 giugno 1953    |
| 41 | Wind of the Way                 | 18 giugno 1953    |
| 42 | This is Jimmy Merrill           | 25 giugno 1953    |
| 43 | Force of Circumstance           | 2 luglio 1953     |
| 44 | The Tango                       | 9 luglio 1953     |
| 45 | The Corporal and the Lady       | 16 luglio 1953    |
| 46 | A Man in the Kitchen            | 23 luglio 1953    |
| 47 | The Odyssey of Jeffrey Sewell   | 30 giugno 1953    |
| 48 | Something to Live For           | 13 agosto 1953    |
| 49 | Lovely Days                     | 20 agosto 1953    |
| 50 | Women Who Wait                  | 27 agosto 1953    |

## The Return of Ulysses
- Prima televisiva: 1º settembre 1952
- Diretto da: Richard Goode
- Scritto da: Irwin Blacker, Jack Barden

### Trama
- Guest star: Cedric Hardwicke (Robert Malcolm), Dorothy Peterson (Wife), Glenn Anders (Richard Morgan), William Redfield (Son), Addison Richards (generale Spencer), Sybil Baker (Son's Secretary), Henrietta Moore (Wife's Secretary)

## Ile
- Prima televisiva: 8 settembre 1952
- Diretto da: Fielder Cook

### Trama
- Guest star: Fay Bainter (Annie Keeney), Gene Lockhart (David Keeney), James Daly (Mate), Frank Maxwell (Harpooner)

## Stone's Throw
- Prima televisiva: 15 settembre 1952
- Diretto da: Richard Goode
- Scritto da: Earl Booth

### Trama
- Guest star: Angela Lansbury (Tina Rafferty), Jeffrey Lynn (Ralph Caswell), Joshua Shelley (Pete), Parker Fennelly (Dad Campbell)

## Happily, But Not Forever
- Prima televisiva: 22 settembre 1952
- Diretto da: Richard Goode
- Scritto da: Irwin Blacker, Jack Barden

### Trama
- Guest star: Robert Preston (Isaac Eaton), June Lockhart (Sally Eaton), Bramwell Fletcher (presidente Maynard), Malcolm Keen (Dean Truitt)

## A Message for Janice
- Prima televisiva: 29 settembre 1952
- Diretto da: Richard Goode
- Scritto da: S. H. Barnett

### Trama
- Guest star: Jackie Cooper (Dave Carter), Grace Kelly (Janice), George Chandler (giornalista), Royal Beal (Towers), Peggy Allenby (Mrs. Towers), George Hall (impiegato), Evelyn Wall (cameriera)

## A Legacy for Love
- Prima televisiva: 6 ottobre 1952
- Diretto da: Fielder Cook
- Scritto da: Michael Dyne

### Trama
- Guest star: Corinne Calvet (Mouche), Steven Hill (Hank), Louise Larabee (Opera Singer), Francis Bethencourt (Jean), Leni Stengel (Madame Hortense)

## Country Lawyer
- Prima televisiva: 20 ottobre 1952
- Diretto da: Richard Goode
- Scritto da: Henry Denker

### Trama
- Guest star: Thomas Mitchell (Sam Partridge), Russell Collins (Ezra), Whit Bissell (reverendo Trumbull), Harry Antrim (giudice), John McGovern (Bottomley), Dorothy Blackburn (Wife), Buzz Martin (Son), Charles P. Thompson (Storekeeper)

## Three Hours Between
- Prima televisiva: 27 ottobre 1952
- Diretto da: Fielder Cook
- Scritto da: Elihu Winer

### Trama
- Guest star: Lilli Palmer (Nancy), Joseph Anthony (Donald), Frank Tweddell (giornalista), Anita Bayless (Wilma)

## The Face of Autumn
- Prima televisiva: 3 novembre 1952
- Diretto da: Richard P. McDonagh
- Scritto da: Rod Serling

### Trama
- Guest star: Pat O'Brien (George Morrell), Anne Seymour (Helen), Frank Campanella (Paletto), Anna Berger (Mrs. Paletto), Bill Erwin (reporter), Tony Canzoneri (Packy)

## Something to Celebrate
- Prima televisiva: 10 novembre 1952
- Diretto da: Fielder Cook
- Scritto da: John Whedon

### Trama
- Guest star: Paul Lukas (Franz Kralik), Signe Hasso (Else Kralik), Anna Appel (Frau Schmidt), Nils Asther (barone Hauser), Paul Andor (First Bookkeeper), Alfred Hesse (Second Bookkeeper), Eva Gerson (Secretary), Walter Kohler (cameriere)

## The Man Who Struck It Rich
- Prima televisiva: 17 novembre 1952
- Diretto da: Richard Goode
- Soggetto di: Robert Zacks

### Trama
- Guest star: Barry Fitzgerald (Barry Flynn), Arthur Shields (Michael), Una O'Connor (reverendo Mother), Naomi Riordan (Sorella Mary Margaret), Floyd Buckley (One Eye), Rex O'Malley (sportellista della banca), Ann Sullivan (Caroline), Barry Macollum (Otto)

## The Hill
- Prima televisiva: 24 novembre 1952
- Diretto da: Fielder Cook
- Scritto da: Rod Serling

### Trama
- Guest star: Mercedes McCambridge (Chris), John Shellie (Pop), Herbert Rudley (Gage), Harry Townes (Kidwell), Gage Clarke (Walters), Victor Thorley (colonnello), Biff McGuire (soldato), Jack Weston (soldato)

## Amo, Amas, Amat
- Prima televisiva: 1º dicembre 1952
- Diretto da: Richard Goode
- Scritto da: Carol Warner Gluck

### Trama
- Guest star: Lizabeth Scott (Margaret Bailey), Ralph Meeker (Nick Scott), Oliver Thorndike (Walter), Harold Shadwell (First Intern), John D. Weaver (Second Intern)

## Fear
- Prima televisiva: 8 dicembre 1952
- Diretto da: Fielder Cook
- Scritto da: Roland Winters

### Trama
- Guest star: Boris Karloff (Larkin), Gene Lockhart (Sir George), Bramwell Fletcher (dottore), Dan Morgan (Attendant), Ruth McDevitt (Mrs. Wheaton), Noel Coleman (First Chauffeur), Winston Ross (Second Chauffeur)

## Song for a Banjo
- Prima televisiva: 15 dicembre 1952
- Diretto da: Richard Goode
- Scritto da: John Whedon

### Trama
- Guest star: Dick Haymes (Dan Shepherd), Nancy Guild (Julia Bartlett), Nat 'King' Cole (Horace Hambleton), Olin Howland (sceriffo), Harry Artrim (Lem Grant), Gage Clarke (Henry Trotter), Harry Davis (Shop Owner), Tom McElhaney (Customer)

## A Child is Born
- Prima televisiva: 22 dicembre 1952
- Diretto da: Fielder Cook
- Scritto da: Stephen Vincent Benet

### Trama
- Guest star: Fay Bainter (moglie di Innkeeper), Gene Lockhart (locandiere), Dan Morgan (Dismas), Elizabeth Ross (Sarah), Barbara Bolton (Leah), Alan Shayne (Joseph), Noel Coleman (soldato), Frank Overton (prefetto)

## The Key
- Prima televisiva: 29 dicembre 1952
- Diretto da: Richard Goode
- Scritto da: Roger Gavis

### Trama
- Guest star: Nina Foch (Jane Conway), Donald Cook (Bruce Wallace), Donald Buka (Tommy), Allen Nourse (dottor Walker), Lloyd Knight (Patient)

## Two for Tea
- Prima televisiva: 5 gennaio 1953
- Diretto da: Fielder Cook
- Scritto da: James Truex

### Trama
- Guest star: Brian Aherne (Reggie), Margaret Phillips (Penelope), Cyril Ritchard (Arnold), Viola Roache (Mrs. Brooke), Nancy Marchand (Phyllis), Philippa Bevans (cameriera), Rex O'Malley (First poliziotto), Bob Fletcher (Second Policeman)

## Thanks for a Lovely Evening
- Prima televisiva: 12 gennaio 1953
- Diretto da: Richard Goode
- Scritto da: Leonard Holton

### Trama
- Guest star: Art Carney (Curley), Veronica Lake (Beverly), Jeffrey Lynn (Tom), Pat Hosley (Gladie), Jack Diamond (inserviente al bancone), Marcel Hillaire (capo cameriere)

## Ti Babette
- Prima televisiva: 19 gennaio 1953
- Diretto da: Fielder Cook
- Scritto da: Carey Wilber

### Trama
- Guest star: Corinne Calvet (Ti Babette), Scott Forbes (Duncan), Cameron Prud'Homme (padre), Sybil Baker (Miss Peters), Leni Stengel (Dress Fitter)

## The Inn of Eagles
- Prima televisiva: 26 gennaio 1953
- Diretto da: Richard P. McDonagh
- Scritto da: Rod Serling

### Trama
- Guest star: Macdonald Carey (maggiore Slocum), Brian Keith (Happy), Nicholas Joy (Frobisher), Maureen Hurley (Mary), Victoria Wood (Cavendish), Marcel Hillaire (Frenchman)

## The White Gown
- Prima televisiva: 2 febbraio 1953
- Diretto da: Fielder Cook
- Scritto da: Philip Cyrus Cunion

### Trama
- Guest star: Margaret O'Brien (Laura), Walter Abel (padre), John Kerr (Tony), Valerie Cossart (madre), Georgianne Johnson (Maggie), Marcel Hillaire (cameriere), Bill Penn (Bob), Geoffrey Lumb (professore)

## A Bouquet for Caroline
- Prima televisiva: 9 febbraio 1953
- Diretto da: Richard Goode
- Scritto da: John Gay

### Trama
- Guest star: Luise Rainer (Caroline), Lilia Skala (Housekeeper), Dean Harens (Young Man)

## Miss Marlow at Play
- Prima televisiva: 16 febbraio 1953
- Diretto da: Fielder Cook
- Scritto da: A. A. Milne

### Trama
- Guest star: Binnie Barnes (Miss Marlow), Basil Rathbone (Ambrose Wallington), Robert Coote (Joe Worton), Isobel Elsom (Ethel)

## Autumn Nocturne
- Prima televisiva: 23 febbraio 1953
- Diretto da: Richard Goode
- Scritto da: Anne Howard Bailey

### Trama
- Guest star: Viveca Lindfors (Julie), Robert Sterling (David), Robert Armstrong (dottor Hoffman), Dulcie Jordan (Ellie), Doreen Lang (infermiera)

## A Time for Heroes
- Prima televisiva: 2 marzo 1953
- Diretto da: Fielder Cook
- Scritto da: Rod Serling

### Trama
- Guest star: Dennis O'Keefe (Mack), Paul Tripp (Paul), Marian Seldes (May), Kenneth Walker (Martin), Eugene Steiner (Student), Jean Stapleton (Teacher)

## One of These Things
- Prima televisiva: 9 marzo 1953
- Diretto da: Richard Goode
- Scritto da: Anne Howard Bailey

### Trama
- Guest star: Nancy Guild (Angela Gray), Donald Cook (Tad Bryson), Louise Allbritton (Mavis Bryson), Will Hare (Mike Waters), Louise Buckley (Ellen Dorson), Janet Fox (Miss Marbury)

## The Wednesday Wish
- Prima televisiva: 16 marzo 1953
- Scritto da: Frank D. Gilroy, Fielder Cook

### Trama
- Guest star: Josephine Hull (Mom Baker), Charles Dingle (Brown), Gage Clarke (sindaco Patrick), James Gregory (Mac), Mike Kellin (George), Dorg Merande (Miss Sandow), Amy Douglass (Miss Winters)

## One for the Road
- Prima televisiva: 23 marzo 1953
- Diretto da: Richard Goode
- Scritto da: Seymour Stern

### Trama
- Guest star: Pat O'Brien (Charley Hackett), Robert P. Lieb (Berger), Paul Lipson (Mike McKenzie), Dickie Moore (Carter Lockwood), Dan Healy (Mickey Dunn), Alonzo Rosan (Andy), Val Avery (Hank), Mary James (Rose Dunn)

## The Brooch
- Prima televisiva: 2 aprile 1953
- Diretto da: Fielder Cook
- Scritto da: William Faulkner

### Trama
- Guest star: Dan Duryea (Howard Boyd), Sally Forrest (Amy Boyd), Mildred Natwick (Mrs. Boyd), Margaret Wycherly (Mrs. Murchison), Tillie Born (Clara)

## With Glory and Honor
- Prima televisiva: 9 aprile 1953
- Diretto da: Richard Goode
- Scritto da: S. Lee Pogostin

### Trama
- Guest star: Wendell Corey (Dante), Nancy Kelly (Clare), Alan Carney (Max), Louise Buckley (Mary), Casey Walters (Harold)

## Measure for Greatness
- Prima televisiva: 16 aprile 1953
- Diretto da: Fielder Cook
- Scritto da: Harry W. Junkin

### Trama
- Guest star: Millard Mitchell (Larry), Arlene Francis (Anne), Skip Homeier (Gig), Bruce Bennett (dottor Grant), Marlene Cameron (Julie), Barbara Karen (Betsy), Dorothy Elder (Mrs. Crandall), Andrew Duggan (Karl)

## Long Distance
- Prima televisiva: 23 aprile 1953
- Diretto da: Richard Goode
- Scritto da: Harry W. Junkin

### Trama
- Guest star: Miriam Hopkins (Bertha Jacks)

## The Ascent of Alfred Fishkettle
- Prima televisiva: 30 aprile 1953
- Diretto da: Fielder Cook
- Scritto da: Francis Bethencourt

### Trama
- Guest star: Robert Newton (Fishkettle), Jack Lemmon (Alfred Fishkettle), Isobel Elsom (Mrs. Fishkettle), Viola Roache (Mrs. Bracegirdle), Jean Cook (Effie Bracegirdle), Francis Bethencourt (Godolphin Cfoliot)

## Listen, He's Proposing
- Prima televisiva: 7 maggio 1953
- Diretto da: Richard Goode
- Scritto da: Patricia Jourday

### Trama
- Guest star: Phyllis Kirk (Lucy Hammond), Tom Drake (Gary Morgan), Nydia Westman (Mrs. Hammond), Harry Sheppard (Grandfather), Ann Shoemaker (Mrs. Morgan), Milton Parsons (Morgan), Sherry Jackson (Ruthie Hammond), David Winters (Stu Morgan)

## The Betrayers
- Prima televisiva: 14 maggio 1953
- Diretto da: Fielder Cook
- Scritto da: Charles Emmons

### Trama
- Guest star: Robert Preston (Tom), Grace Kelly (Meg), Bruce Gordon (Labrutte), Doris Rich (Mrs. Curtis), Richard Carlyle (detective), Louis Lytton (Mac)

## Tunnel Job
- Prima televisiva: 21 maggio 1953
- Diretto da: Richard Goode
- Scritto da: Carey Wilber

### Trama
- Guest star: Brian Donlevy (Dan Carmody), Ruth Warrick (Anna Carmody), George Matthews (Mike), Olin Howland (Pete Walters), Joseph Foley (Folger), Griff Evans (Powder Monkey)

## Lost Sunday
- Prima televisiva: 28 maggio 1953
- Diretto da: Fielder Cook
- Scritto da: George Lowther

### Trama
- Guest star: Celeste Holm (Miss Prynne), Patric Knowles (Morley), James Gregory (Randolph), Frank Albertson (Edgar), Ethel Remey (Customer)

## Ten Days to Forever
- Prima televisiva: 4 giugno 1953
- Diretto da: Richard Goode
- Scritto da: Anne Howard Bailey

### Trama
- Guest star: Barry Sullivan (Jeff Foster), Joan Vohs (Lou Willis), Ann Shoemaker (Mrs. Foster), Richard Bishop (maggiore Foster), Lloyd Knight (Sid), Bart Burns (Buddy), Tom McElhaney (sceriffo), Leonard York (guardia carceraria)

## Make Believe Bride
- Prima televisiva: 11 giugno 1953
- Diretto da: Howard Loeb
- Scritto da: Anne Howard Bailey

### Trama
- Guest star: Lizabeth Scott (Betsy), Don DeFore (Stan), Glenn Anders (Stone), Mary Finney (Mrs. Kelly), Chandler Cowles (Judson Smith), Anne Dere (Mrs. Harrison), Fred Kareman (Bellhop)

## Wind of the Way
- Prima televisiva: 18 giugno 1953
- Diretto da: Richard Goode
- Scritto da: Anne Howard Bailey

### Trama
- Guest star: Phyllis Thaxter (Diana Forbes), Ralph Nelson (Dick McKettrick), Isobel Elsom (Mrs. Forbes), Margaret Hamilton (Charity Ames), Gage Clarke (colonnello Stander)

## This is Jimmy Merrill
- Prima televisiva: 25 giugno 1953
- Diretto da: Earl Eby
- Scritto da: Bernard Drew

### Trama
- Guest star: Millard Mitchell (Jimmy Merrill), Madge Evans (Sylvia), Don Briggs (Scott Henderson), Henry Bernard (Larry), Louise King (Julia)

## Force of Circumstance
- Prima televisiva: 2 luglio 1953
- Diretto da: Howard Loeb
- Scritto da: Harry W. Junkin

### Trama
- Guest star: Robert Alda (Paul Oxford), Lisa Ferraday (Jean), Anthony Ross (detective Grant), Cameron Prud'Homme (Brakeland), Bill Kemp (Martin), Maurice Manson (capitano), Wyrley Birch (giudice)

## The Tango
- Prima televisiva: 9 luglio 1953
- Diretto da: Richard Goode
- Scritto da: Erik Martin

### Trama
- Guest star: Joan Blondell (May), James Dunn (Joey), Allen Nourse (Treasury Man), Anita Bayless (Mrs. Conners)

## The Corporal and the Lady
- Prima televisiva: 16 luglio 1953
- Diretto da: Howard Loeb
- Scritto da: Michael Morris

### Trama
- Guest star: Eddie Bracken (Larry), Gloria Marlowe (Sable), Harold Stone (Sam), Jack Warden (Miller), Philip Coolidge (Major), Lloyd Knight (Henderson), Lee Bayard (Garrity)

## A Man in the Kitchen
- Prima televisiva: 23 luglio 1953
- Diretto da: Earl Eby
- Scritto da: Leslie Waller

### Trama
- Guest star: William Lundigan (Jim), Nancy Guild (Nora), Maurice Manson (Coggins), Doris Rich (Mrs. Coggins), Charlotte Austin (Marie)

## The Odyssey of Jeffrey Sewell
- Prima televisiva: 30 giugno 1953
- Diretto da: Howard Loeb
- Scritto da: Jerome Brondfield

### Trama
- Guest star: Dennis O'Keefe (Jeff Sewell), Patrice Wymore (Gretchen Oliver), Lawrence Fletcher (B. G. Peters), Janet Fox (Miss Carroll), Lulu B. King (cameriera), Dorothy Green (Salesgirl)

## Something to Live For
- Prima televisiva: 13 agosto 1953

### Trama
- Guest star: Virginia Bruce, Karen Sharpe Kramer, Amanda Blake, Lewis Martin, Bruce Payne, Otto Kruger

## Lovely Days
- Prima televisiva: 20 agosto 1953
- Diretto da: Peter Godfrey
- Scritto da: Lawrence Kimble

### Trama
- Guest star: Ann Sheridan, Robert Paige, Sandy Descher, Tom Powers, Scatman Crothers

## Women Who Wait
- Prima televisiva: 27 agosto 1953
- Diretto da: Peter Godfrey
- Scritto da: Al C. Ward

### Trama
- Guest star: Laraine Day, Randy Stuart, William Ching, Steve Dunn, Charles Cane, Kenneth Tobey